# Papirus 83
Papirus 83 (według numeracji Gregory-Aland), oznaczany symbolem {\displaystyle {\mathfrak {P}}^{83}} – grecki rękopis Nowego Testamentu, spisany w formie kodeksu na papirusie. Paleograficznie datowany jest na VI wiek. Zawiera fragmenty Ewangelii Mateusza.

## Opis
Zachowały się tylko fragmenty Ewangelii Mateusza (20,23-25.30-31; 23,39-24,1,6).

## Tekst
Tekst grecki kodeksu reprezentuje aleksandryjską tradycję tekstualną. Kurt Aland zaklasyfikował go do kategorii III.

## Historia
Tekst rękopisu nie został dotąd opublikowany. Aland umieścił go na liście rękopisów Nowego Testamentu, w grupie papirusów, dając mu numer 83.
Rękopis datowany jest przez INTF na VI wiek.
Nie jest cytowany w krytycznych wydaniach Nowego Testamentu (NA27, UBS4).
Obecnie przechowywany jest w bibliotece Katholieke Universiteit Leuven (P. A. M. Khirbet Mird 16, 29) w Leuven.